# 哈爾科夫車站

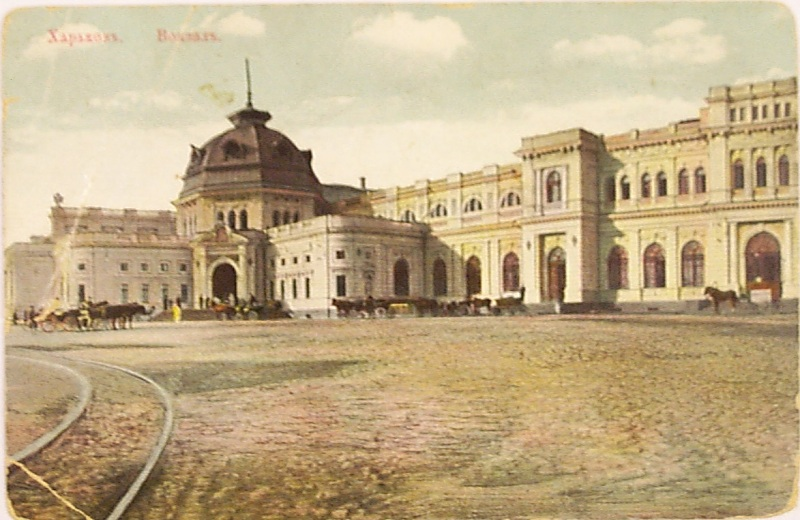
第二代站房

哈爾科夫車站 （羅馬化：Kharkiv-Pasazhyrskyi）是烏克蘭第二大城市哈爾科夫的主要鐵路車站。哈爾科夫的第一座鐵路車站由俄羅斯著名建築師安德烈·托恩於1869年建造。1896年至1901年，車站由建築師謝爾蓋·扎戈斯金進行了擴建和現代化，擴建後的哈爾科夫車站成為當時俄羅斯帝國最大的火車站之一。
當前的車站為一座史達林式建築，於1952年11月2日啟用。該車站在第二次世界大戰期間被摧毀，戰後進行了重建。